# Эйен, Вегард Баккен
Вегард Баккен Эйен (норв. Vegard Bakken Øien; род. 8 июля 1994)  — норвежский гандболист, выступает за норвежский клуб «Нарбё».

## Карьера

#### Клубная карьера
Вегард Баккен Эйен с 2011 года выступает за клуб «ГК Эльверум». Дебют Вегарда Эйена за Эльверум произошёл 18 сентября 2011 года, в матче против Баккелаге. С сезона 2015/16 становиться основным вратарём клуба ГК Эльверум.

Вегард Эйен выступал за молодёжную сборную Норвегии.